# کانتیننتال او-۲۰۰
کانتیننتال سی۹۰ و او-۲۰۰ خانواده‌ای از موتورهای هواپیمای چهار سیلندر، هواخنک، تخت، با انتقال قدرت مستقیم و حجم ۲۰۱ اینچ مکعب (۳٫۲۹ لیتر) هستند که بین ۹۰ تا ۱۰۰ اسب بخار (۶۷ تا ۷۵ کیلووات) قدرت تولید می‌کنند.
این موتورها که توسط کانتیننتال موتورز ساخته شده‌اند در بسیاری از طراحی‌های هواپیماهای سبک ایالات متحده، از جمله پایپر پی‌ای-۱۸ سوپر کاب اولیه، Champion 7EC, آلون ارکوپ، و سسنا ۱۵۰ استفاده می‌شوند.

## به کار رفته در

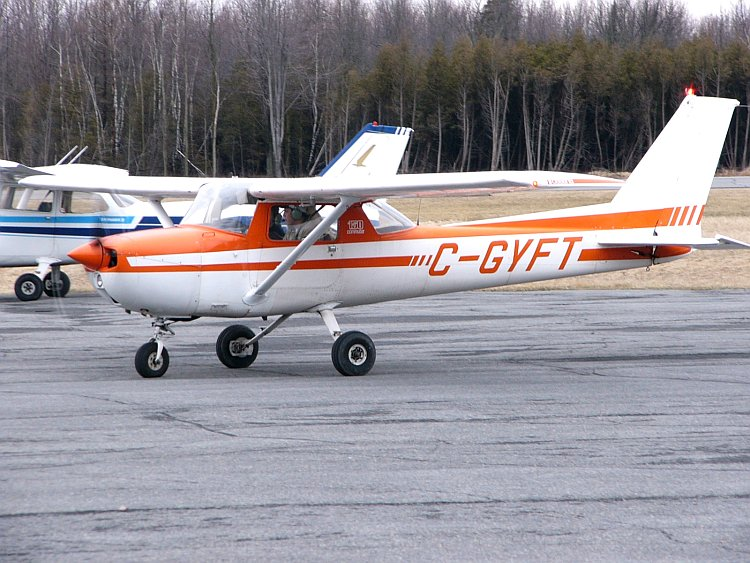
سسنا ۱۵۰، با تیراژ تولید ۲۳۹۴۹ فروند، مهم‌ترین هواگردیست که در آن از او-۲۰۰ استفاده شده‌است.

- Aeronca Champion 7EC, 7FC
- آئرونکا ال-۱۶بی (Champion 7CCM)
- ای‌ام‌دی زودیاک
- American Homebuilts John Doe
- Anglin J6 Karatoo
- ARV Griffin
- Barbaro RB-50
- Bearhawk LSA
- Bede BD-12
- ام‌اف‌آی-۹ جونیور
- Bushcaddy R-120
- کسوت اسپشیال
- سسنا ۱۴۰
- سسنا ۱۵۰
- سسنا ۱۶۲ اسکای‌کچر
- Civil Aviation Department MG-1
- Coupé-Aviation JC-200
- CubCrafters Carbon Cub EX
- CubCrafters CC11-100 Sport Cub S2
- ارکوپ
- Falconar F11 Sporty
- Falconar Minihawk
- Fisher Celebrity
- Fisher Dakota Hawk
- Flaeming Air FA 04 Peregrine
- Fleet Model 80 Canuck
- اینتراستیت کدت
- IndUS Aviation Sport E
- Jodel D113-D11
- Jodel DR1050 Excellence
- لوسکومب ۸اف، LSA-8
- ام‌اف‌آی-۹ جونیور
- فلایینگ فلئا
- Miller-Bohannon JM-2 Pushy Galore
- Miller JM-2
- Nexaer LS1
- پایپر پی‌ای-۱۱ کاب اسپشیال، L-18B
- پایپر پی‌ای-۱۸ سوپر کاب، L-18C
- Pottier P.60 Minacro
- RLU-1 Breezy
- Rokospol Via
- Rutan Q200
- روتان وویاجر
- روتان واری‌ازه
- Ryson ST-100 Cloudster
- اشتوکا رالی
- Taylorcraft F-19 Sportsman
- Vashon Ranger R7
- Victa Airtourer 100
- VSR SR-1 Snoshoo
- VTOL Aircraft Phillicopter
- Warner Sportster
- Williams W-17 Stinger
- World Aircraft Spirit
- ای‌ام‌دی زودیاک
- زنیت استول سی‌اچ-۷۰۱

## مشخصات (او-۲۰۰-ای)
داده‌ها از برگه مشخصات فنی: O-200-A & B.

### خصوصیات عمومی
- نوع: موتور پیستونی، چهار سیلندر تخت، هوا خنک
- قطر سیلندر: ۴٫۰۶ ینچ (۱۰۳٫۱ میلی‌متر)
- کورس پیستون: ۳٫۸۸ ینچ (۹۸٫۶ میلی‌متر)
- حجم: ۲۰۱ ینچ معکب (۳٫۲۹ لیتر)
- طول: ۲۸٫۵۳ ینچ (۷۲۴٫۷ میلی‌متر)
- عرض: ۳۱٫۵۶ اینچ (۸۰۱٫۶ میلی‌متر)
- ارتفاع: ۲۳٫۱۸ ینچ (۵۸۸٫۸ میلی‌متر)
- وزن خالص: ۱۷۰٫۱۸ پوند (۷۷٫۱۹ کیلوگرم) خشک، بدون لوازم جانبی

### اجزاء
- مجموعه سوپاپ: لیفتر هیدرولیک، دو سوپاپ فعال با میله فشار - یک ورودی، یک اگزوز - در هر سیلندر
- سامانهٔ سوخت‌رسانی: Updraft کاربراتور با کنترل دستی نسبت هوا-سوخت
- نوع سوخت: ۸۰/۸۷ بنزین هوایی حداقل
- سامانهٔ روان‌کاری: ۶ کوارت آمریکا (۵٫۷ لیتر)، wet sump
- سامانهٔ خنک‌کاری: هواخنک

### عملکرد
- توان خروجی: ۱۰۰ اسب‌بخار (۷۵ کیلووات)
- توان اسمی: ۰٫۵ اسب‌بخار/اینچ مکعب (۲۳ کیلووات/لیتر)
- نسبت تراکم: ۷٫۰:۱
- نسبت قدرت به وزن: ۰٫۵۶ اسب‌بخار/پوند (۰٫۹۲ کیلووات/کیلوگرم)